# FIFA
Mednarodna nogometna federacija (izvirno francosko Fédération Internationale de Football Association; bolje znano po kratici FIFA) je mednarodno krovno telo za nogomet, mali nogomet in nogomet na mivki. 
FIFA je odgovorna za organizacijo večjih mednarodnih nogometnih turnirjev, predvsem svetovnega prvenstva, ki se je prvič začelo leta 1930 in svetovnega prvenstva za ženske, ki se je začelo leta 1991.
FIFA je bila ustanovljena leta 1904 za nadzor nad mednarodnimi tekmovanji med nacionalnimi zvezami Belgije, Danske, Francije, Nemčije, Nizozemske, Španije, Švedske in Švice.
Ustanova se nahaja v Zürichu (Švica), njeno članstvo zdaj obsega 211 nacionalnih združenj. Država kot član mora biti tudi član od enega od šestih regionalnih konfederacij, na katere je svet rzdeljen: Afrika, Azija, Evropa, Severna in Srednja Amerika ter Karibi, Oceanija in Južna Amerika.  
Trenutni predsednik FIFE je Gianni Infantino.

## Predsedniki
- Gianni Infantino (2016−danes)
- Issa Hayatou (v.d.) (2015−2016)
- Sepp Blatter (1998—2015)
- João Havelange (1974—1998)
- Stanley Rous (1961—1974)
- Arthur Drewry (1955—1961)
- Rodolphe Seeldrayers (1954—1955)
- Jules Rimet (1921—1954)
- Daniel Burley Woolfall (1906—1918)
- Robert Guérin (1904—1906)

## Struktura
Poleg svojih svetovnih insitucij, obstaja šest konfederacij FIFA, ki nadzirajo igro na različnih celinah in regijah po svetu. Nacionalne zveze so člani FIFE. 
     Azijska nogometna konfederacija 
 (angleško: Asian Football Confederation; kratica: AFC): 46 članov
- Avstralija je član AFC od leta 2006

     Konfederacija afriškega nogometa 
 (angleško: Confederation of African Football; kratica: CAF): 54 članov
     Konfederacija Severne, Srednje Amerike in Karibov 
 (angleško: Confederation of North, Central American and Caribbean Association Football; kratica: CONCACAF): 
 35 članov
- Francoska Gvajana, Gvajana in Surinam so člani CONCACAF, čeprav so v Južni Ameriki. Francoska Gvajana je član CONCACAF, ne pa tudi FIFE.

     Južnoameriška nogometna konfederacija 
 (angleško:  Confederación Sudamericana de Fútbol; kratica: CONMEBOL): 10 članov
     Nogometna konfederacija Oceanije 
 (angleško: Oceania Football Confederation; kratica: OFC): 11 članov
     Združenje evropskih nogometnih zveza 
 (angleško: Union of European Football Associations; kratica: UEFA): 55 članov
- Ekipe, ki predstavljajo Armenijo, Azerbajdžan, Gruzijo, Izrael, Kazahstan, Rusijo in Turčijo, so člani UEFE, čeprav je večina ali celota njihovega ozemlja zunaj evropske celine. Monako in Vatikan nista člana UEFE ali FIFE.

V celoti FIFA priznava 211 nacionalnih zduženj in nacionalnih moških ekip, kot tudi 129 ženskih reprezentanc. 

## Tekmovanja pod okriljem Fife
| - Svetovno prvenstvo v nogometu (FIFA World Cup) - Pokal konfederacij (FIFA Confederations Cup) - Nogomet na poletnih olimpijskih igrah (Football at the Summer Olympics) - Svetovno prvenstvo v nogometu do 20 let (FIFA U-20 World Cup) - Svetovno prvenstvo v nogometu do 17 let (FIFA U-17 World Cup) - Nogomet na olimpijskih igrah mladih (Football at the Youth Olympic Games (U-15)) - Svetovno klubsko prvenstvo (FIFA Club World Cup) - Svetovno prvenstvo v malem nogometu (FIFA Futsal World Cup) - Svetovno prvenstvo v nogometu na mivki (FIFA Beach Soccer World Cup) - Blue Stars/FIFA Youth Cup | - Svetovno žensko prvenstvo v nogometu (FIFA Women's World Cup) - Ženski nogomet na poletnih olimpijskih igrah (Football at the Summer Olympics) - Svetovno žensko prvenstvo v nogometu do 20 let (FIFA U-20 Women's World Cup) - Svetovno žensko prvenstvo v nogometu do 17 let (FIFA U-17 Women's World Cup) - Ženski nogomet na olimpijskih igrah mladih (Football at the Youth Olympic Games (U-15)) - Svetovno žensko klubsko prvenstvo (FIFA Women's Club World Cup) (predlagano) - FIFA Interactive World Cup |